# 内山 (大分県)
内山（うちやま）は、大分県別府市と由布市との境界にあるトロイデ型の活火山である。標高は1,275.4m。

## 概要
船底と呼ばれる鞍部を介して鶴見岳の北方に連なる山で、さらに塚原越と呼ばれる鞍部を経て伽藍岳に至る。鶴見岳から伽藍岳に至るこれらの火山群は、速見火山群または速見火山区とも呼ばれ、気象庁からは鶴見岳・伽藍岳という名称で火山に指定されている。
内山は、古くは鶴見山と呼ばれていた。また、鶴見山という名は内山だけでなく、山群全体を指して用いられることもあった。
内山と大平山との間の渓谷は内山渓谷と呼ばれ、古くは別府三勝に数えられた。